# Cyclobutadiène
Le cyclobutadiène est le plus petit des annulènes ([4]annulène) et est un hydrocarbure cyclique extrêmement instable qui, à l'état libre et à pression et température ambiante, a une demi-vie plus courte que cinq secondes. Il a pour formule brute C4H4 et une structure rectangulaire vérifiée par spectroscopie infrarouge. C'est contraire à la structure carrée prédite par la méthode de Hückel non étendue. En fait, il a une alternance de liaisons simples et de doubles liaisons et ne suit pas la règle de Hückel, car il a 4 électrons π et 4 n'est pas le double d'un nombre impair, i.e. 4 ≠ 4n+2, il est dit pour cela anti-aromatique. Certains composés métal-cyclobutadiène sont stables parce que l'atome métallique apporte deux électrons de plus au système.
L'énergie des électrons π du cyclobutadiène est plus haute que celle de son équivalent à chaîne ouverte, le butadiène-1,3. Il se dimérise par une réaction de Diels-Alder à 35 K (−238 °C). La forme monomérique a été étudiée à plus haute température en la piégeant dans une matrice isolante, un gaz noble en l'occurrence.

## Synthèse
Après de nombreux essais infructueux, le cyclobutadiène fut synthétisé pour la première fois par Rowland Pettit de l'University of Texas en 1965, cependant il ne put l'isoler. Le cyclobutadiène peut être produit par dissociation de composés métal-cyclobutadiène stables, par exemple, en traitant (C4H4)Fe(CO)3 avec le nitrate de cérium (IV) ammonium. Ce complexe fer-cyclobutadiène- tricarbonyl est préparé à partir du Fe4(CO)9 et le cis-3,4-dichloro-cyclobutène dans une réaction de double deshydrohalogénation,.
Le cyclobutadiène qui est libéré du complexe du fer, réagit avec un alcyne déficitaire en électrons pour former le benzène Dewar :
Le benzène Dewar se convertit en phtalate de diméthyle par chauffage à 90 °C.
un autre dérivé du cyclobutadiène est aussi accessible par une cycloaddition 2+2 d'un dialcyne. Dans la réaction particulière représentée ci-dessous, le produit piégé est un dérivé de la 2,3,4,5-tétraphènylcyclopenta-2,4-diènone et ce produit peut par perte d'un monoxyde de carbone former un cyclooctatétraène :